# Caso Bárcenas
El caso Bárcenas hace referencia al caso judicial donde se investiga a Luis Bárcenas y su papel en la financiación del Partido Popular, uno de los principales partidos políticos de España en el periodo posterior a la Transición española.

## Cronología
El 18 de enero de 2013, el periódico El Mundo publicó que Luis Bárcenas, el antiguo tesorero del Partido Popular, de José María Aznar López, presuntamente había pagado sobresueldos en dinero negro por importes que irían de los 5000 a los 15 000 euros mensuales a altos cargos de su partido.
El 31 de enero de 2013, el periódico El País publicó una presunta contabilidad en B del gobierno de José María Aznar López, conocidos como los papeles de Bárcenas, que el extesorero habría estado llevando desde 1990 hasta 2009, en los cuales se implicaba a numerosos políticos y empresarios.
Bárcenas se presentó voluntariamente a una prueba caligráfica, para descalificar los papeles filtrados por El País. No obstante, el fiscal que lleva el caso Gürtel ha pedido la repetición de la prueba, aludiendo que el extesorero forzó su letra.
El 18 de febrero de 2013, según el propio Bárcenas, empleados del PP entraron por la fuerza al despacho de Bárcenas en la sede del PP y lo vaciaron, sustrayéndole en el proceso dos ordenadores personales, razón por la cual interpuso otra denuncia, contra Alberto Durán, abogado del Partido Popular.
Agentes de policía acudieron a Génova para inspeccionar el despacho a raíz de la denuncia, pero el Partido Popular aseguró que no existía tal despacho, por lo que no se abrieron diligencias.
El 26 de febrero de 2013, Bárcenas interpuso una denuncia por despido improcedente contra el Partido Popular. Dicho partido sostiene que despidieron al extesorero en 2010, mientras que Bárcenas dice que estuvo contratado por el PP hasta el 31 de enero de 2013.
Izquierda Unida ha demandado a 15 personas por los papeles de Bárcenas, entre ellos a Rodrigo Rato, Ángel Acebes y Federico Trillo.
El día 27 de junio de 2013 Bárcenas ingresa en prisión por decisión del juez Pablo Ruz para "evitar el riesgo de fuga y asegurar la preservación de fuentes de prueba".
El 7 de julio de 2013, estando Luis Bárcenas en prisión, el diario El Mundo hace pública una entrevista mantenida entre el director de este medio, Pedro J. Ramírez, con el propio Bárcenas y que habría tenido lugar aproximadamente un mes antes de su publicación. Según se recoge en esta entrevista, Luis Bárcenas manifiesta, entre otras cosas, la autenticidad de los papeles en su día filtrados por el diario El País y que habían sido bautizados a nivel periodístico como "los papeles de Bárcenas" según los cuales se habían producido entregas de dinero de forma irregular a altos cargos del Partido Popular durante años. Asimismo, expresó que la negación que en su día hizo de dicha autoría se debió únicamente a un acto de lealtad al partido y que el Partido Popular había estado financiándose ilegalmente durante veinte años. En este periodo y siempre según las afirmaciones de Bárcenas recogidas en dicha entrevista, el Partido Popular percibía dinero de forma ilegal provenientes principalmente de empresarios y luego lo empleaba en financiar el sobre coste de campañas electorales y en repartirlo entre sus altos cargos.
El 13 de agosto de 2013 fueron a declarar a la Audiencia Nacional Javier Arenas y Francisco Álvarez Cascos y al día siguiente le tocó el turno a María Dolores de Cospedal. Los tres niegan las acusaciones vertidas por Bárcenas en las que declaró que les hizo pagos en B.
A través de las conversaciones intervenidas judicialmente entre el exministro Eduardo Zaplana y el expresidente de la Comunidad de Madrid Ignacio González, en 2017 se conoció la existencia de una cinta en la que el empresario investigado en el "caso Bárcenas" Rafael Palencia e Ildefonso de Miguel comentaban la supuesta financiación del Partido Popular. Cuando se tuvo noticia de esta cinta, el juez encargado de la instrucción de los papeles de Bárcenas practicó diligencias como la declaración de Palencia en calidad de investigado y testificales de antiguos cargos políticos como Zaplana y de empresarios como López Madrid.

## Imputados
1. Ángel Sanchis Perales (exdiputado y extesorero del PP)
2. Rosalía Iglesias Villar (mujer de Bárcenas)
3. Álvaro Lapuerta Quintero (extesorero y exdiputado por la Rioja del PP)
4. Luis Bárcenas Gutiérrez (extesorero y exsenador del PP)
5. Juan Miguel Villar Mir (OHL)
6. Luis del Rivero (Sacyr Vallehermoso)
7. José Luis Sánchez Domínguez (Grupo Sando)
8. Manuel Contreras Caro (Azvi)
9. Alfonso García Pozuelo (Construcciones Hispánica)
10. Juan Manuel Fernández (Aldesa),
11. José Mayor Oreja (FCC)
12. Antonio Vilella (Construcciones Rubau)
13. Iván Yáñez Velasco
14. Gonzalo Urquijo (arquitecto)[18]
15. José Ángel Cañas (gerente del PP de Castilla-La Mancha)[19]
16. Cristóbal Páez (exgerente del PP nacional)
17. Joaquín Molpeceres (grupo Licuas)
18. Antonio Pinal (presidente consejero delegado de Bruesa)
19. Ignacio Ugarteche (consejero de Urazca Construcciones)
20. Raimon Aigé (presidente de Sorige-Acsa)
21. Vicente Cotino (administrador único de Asedes Capital)
22. Rafael Palencia (Degremont Iberia)
23. Cecilio Sánchez (exdirector comercial de FCC)
24. Camilo José Alcalá (presidente consejero delegado de Cyopsa-Sisocia)
25. José Antonio Romero (administrador de la mercantil Grupo Romero Polo)
26. José Luis Suárez (presidente de Construcciones Parraño)
27. Pablo Crespo
28. Francisco Yáñez
29. Ángel Sanchis Herrero
30. Lamberto García Pinedo (exconcejal y extesorero en Castilla-La Mancha del PP)
31. José Manuel Molina (exalcalde de Toledo)
32. Ángel Acebes Paniagua (ex Ministro de justicia, ex Ministro de Interior, ex Diputado y ex Secretario general del Partido Popular)

## Políticos que admiten haber recibido pagos del Partido Popular
1. Santiago Abascal Escuza, concejal del PP en Amurrio (12 000 €).[20][21]
2. Pío García Escudero, presidente del Senado (30 000 €)[22][23]
3. Jaume Matas, expresidente de las Islas Baleares[24]
4. Jaime Ignacio del Burgo[24]
5. Calixto Ayesa[25]
6. Cristóbal Paéz, exgerente del PP

## Papeles de Bárcenas
| Día | Mes | Año  | Modo     | Concepto                                                      | Implicado             | Debe             | Haber           | Saldo            |
| --- | --- | ---- | -------- | ------------------------------------------------------------- | --------------------- | ---------------- | --------------- | ---------------- |
|     | 04  | 1990 | Efectivo | Saldo inicial (entrega R. N.)                                 |                       | 8 (¿?)           |                 | 8 (¿?)           |
|     | 04  | 1990 | Efectivo | Entrega J. M.                                                 |                       |                  | 19.860 ptas.    | 59.350 ptas.     |
|     | 08  | 1990 | Efectivo | Entrega J. M.                                                 |                       | 100000           |                 | 198345           |
|     | 12  | 1990 | Efectivo | Entrega Pedro A.                                              | Pedro Arriola         |                  | 7500            | 148845           |
|     | 12  | 1990 | Efectivo | Paco                                                          |                       |                  | 6300            | 5898             |
|     | 12  | 1990 | Efectivo | Rosen (abogado)                                               |                       |                  | 60000           | 195698           |
|     | 07  | 1990 | Efectivo | Entrega J. M.                                                 |                       | 18000            |                 | 98345            |
|     | 07  | 1990 | Efectivo | Entrega J. M. (extra J.)                                      |                       |                  | 60000           |                  |
|     | 06  | 1990 | Efectivo | Entrega J. M.                                                 |                       |                  | 3005            |                  |
|     | 06  | 1990 | Efectivo | Entrega Paco (decl. Rent.)                                    |                       | 18000            |                 |                  |
|     | 05  | 1990 | Efectivo | Entrega J. M.                                                 |                       | 24.000 ptas.     |                 |                  |
|     | 11  | 1990 | Efectivo | Cobo                                                          | Manuel Cobo del Rosal | 1.000.000 ptas.  |                 |                  |
|     | 11  | 1990 | Efectivo | Cobo                                                          | Manuel Cobo del Rosal |                  | 700.000 ptas.   | 3.172.200 ptas.  |
|     | 11  | 1990 | Efectivo | Pedro A. (entrega)                                            | Pedro Arriola         |                  | 30000           | 20698            |
|     | 11  | 1990 | Talón    | Pepe C. ([ilegible])                                          |                       |                  | 6000            | 14698            |
|     | 11  | 1990 | Efectivo | Piñeiro                                                       | Ángel Piñeiro         |                  | 30000           | 167098           |
|     | 09  | 1990 | Efectivo | Cobo                                                          | Manuel Cobo del Rosal |                  | 2.100.000 ptas. |                  |
|     | 09  | 1990 | Efectivo | Cobo                                                          | Manuel Cobo del Rosal | 1.000.000 ptas.  |                 |                  |
|     | 04  | 1991 | Efectivo | Entrega a Pedro A. (03/04)                                    | Pedro Arriola         |                  | 2.100.000 ptas. | 31.217.700 ptas. |
|     | 04  | 1991 | Efectivo | Piñeiro                                                       | Ángel Piñeiro         |                  | 6300            |                  |
|     | 12  | 1991 | Efectivo | Entrega a Jaime I. del B.                                     |                       | 5.000.000 ptas.  |                 | 23.408.700 ptas. |
|     | 12  | 1991 | Efectivo | Entrega a Javier A para Rafa A.                               |                       | 2.500.000 ptas.  |                 | 28.908.700 ptas. |
|     | 12  | 1991 | Efectivo | Entrega Pedro A. (nov y dic))                                 | Pedro Arriola         |                  | 19860           |                  |
|     | 01  | 1991 | Efectivo | Entrega Pedro A.                                              | Pedro Arriola         |                  | 27760           |                  |
|     | 02  | 1991 | Efectivo | Piñeiro                                                       | Ángel Piñeiro         | 12000            |                 | 179098           |
|     | 02  | 1991 | Efectivo | Piñeiro                                                       | Ángel Piñeiro         |                  | 6300            |                  |
|     | 07  | 1991 | Efectivo | Entrega ""especial"" a Pedro A. (encargo José M.)             | Pedro Arriola         |                  | 1.050.000 ptas. |                  |
|     | 07  | 1991 | Efectivo | Registro Mercantil y acta notaría (Sdads)                     |                       | 90000            |                 |                  |
|     | 06  | 1991 | Efectivo | Difer IRPF Paco decl. 90                                      |                       | 1.000.000 ptas.  |                 |                  |
|     | 06  | 1991 | Efectivo | Entrega a Pedro A. (05/06)                                    | Pedro Arriola         |                  | 500.000 ptas.   |                  |
|     | 06  | 1991 | Efectivo | Piñeiro                                                       | Ángel Piñeiro         | 10000            |                 | 200498           |
|     | 03  | 1991 | Efectivo | Diferencia IRPF (Paco)                                        |                       | 3.000.000 ptas.  |                 |                  |
|     | 03  | 1991 | Efectivo | Entrega a Pedro A. (01/02)                                    | Pedro Arriola         |                  | 2.280.000 ptas. | 30.317.700 ptas. |
|     | 03  | 1991 | Efectivo | Entrega a Rosen (abogado)                                     |                       |                  | 3.300.000 ptas. | 9.137.700 ptas.  |
|     | 03  | 1991 | Efectivo | Pago IVA                                                      |                       |                  | 184000          | 63898            |
|     | 03  | 1991 | Efectivo | Pago IVA Sdads                                                |                       | 9500             |                 | 73398            |
|     | 03  | 1991 | Efectivo | Pago IVA y Sdads                                              |                       | 100000           |                 |                  |
|     | 03  | 1991 | Efectivo | Pago Sdads                                                    |                       |                  | 9100            | 176298           |
|     | 03  | 1991 | Efectivo | Pago Sdads                                                    |                       |                  | 53000           | 123298           |
|     | 05  | 1991 | Efectivo | Entrega a Rosen (liq. final)                                  |                       |                  | 2.500.000 ptas. | 6.637.700 ptas.  |
|     | 05  | 1991 | Efectivo | Piñeiro                                                       | Ángel Piñeiro         | 24000            |                 | 190498           |
|     | 11  | 1991 | Efectivo | Entrega Pedro A. (sept y oct))                                | Pedro Arriola         |                  | 27760           |                  |
|     | 10  | 1991 | Efectivo | Entrega a Viña[ilegible] (Canarias -> Cascos/Rajoy)           |                       |                  | 2.000.000 ptas. | 137.700 ptas.    |
|     | 09  | 1991 | Efectivo | Entrega Pedro A. (07/08)                                      | Pedro Arriola         | 100000           |                 | 201035           |
|     | 09  | 1991 | Efectivo | Piñeiro                                                       | Ángel Piñeiro         |                  | 6300            |                  |
|     | 12  | 1992 | Efectivo | Entrega a Pedro A. (11)                                       | Pedro Arriola         |                  | 3.000.000 ptas. | 27.717.700 ptas. |
|     | 12  | 1992 | Efectivo | Entrega a Pedro A. (por trab. adic. de carácter. extraord.)   | Pedro Arriola         |                  | 3.000.000 ptas. | 21.417.700 ptas. |
|     | 12  | 1992 | Efectivo | Entrega a Pedro A. (trab adic al cto 4º trim 91 y todo el 92) | Pedro Arriola         |                  | 2.100.000 ptas. | 12.437.700 ptas. |
|     | 01  | 1992 | Efectivo | Entrega a Miguel A. R. ([ilegible])                           |                       |                  | 3.000.000 ptas. | 21.508.700 ptas. |
|     | 02  | 1992 | Efectivo | Entrega a Jaime I. del B. (Calixto)                           |                       | 2.000.000 ptas.  |                 |                  |
|     | 02  | 1992 | Efectivo | Entrega a Javier A para Rafa A.                               |                       |                  | 2.100.000 ptas. |                  |
|     | 02  | 1992 | Efectivo | Entrega Pedro A. (01)                                         | Pedro Arriola         |                  | 3300            |                  |
|     | 07  | 1992 | Efectivo | Entrega a paco para Begoña                                    | Begoña Urquijo        | 3.000.000 ptas.  |                 | 30.508.700 ptas. |
|     | 07  | 1992 | Efectivo | Entrega a Paco para Begoña                                    | Begoña Urquijo        | 5.000.000 ptas.  |                 | 35.508.700 ptas. |
|     | 07  | 1992 | Efectivo | Entrega a Pedro A. (07)                                       | Pedro Arriola         | 3.000.000 ptas.  |                 |                  |
|     | 07  | 1992 | Efectivo | Entrega Pedro A. (06)                                         | Pedro Arriola         |                  | 6600            |                  |
|     | 07  | 1992 | Efectivo | Pago ingreso 123 IRPF IB. de F.                               |                       | 12000            |                 | 217898           |
|     | 07  | 1992 | Efectivo | Persona enviada por Piñeiro                                   | Ángel Piñeiro         |                  | 6300            |                  |
|     | 07  | 1992 | Efectivo | Piñeiro                                                       | Ángel Piñeiro         | 11000            |                 | 198898           |
|     | 06  | 1992 | Efectivo | Entrega a J. I. Burgo                                         |                       |                  | 3.795.000 ptas. |                  |
|     | 06  | 1992 | Efectivo | Entrega a Ortí B. por indic. José Mª (canje)                  |                       | 5.000.000 ptas.  |                 | 26.508.700 ptas. |
|     | 06  | 1992 | Efectivo | Entrega a Paco A. C. para declaración                         |                       | 2.000.000 ptas.  |                 | 28.508.700 ptas. |
|     | 06  | 1992 | Efectivo | Entrega a Paco para Begoña                                    | Begoña Urquijo        |                  | 1.000.000 ptas. | 27.508.700 ptas. |
|     | 06  | 1992 | Efectivo | Entrega a Samuel para anuncios (2 Sdads)                      |                       |                  | 500.000 ptas.   |                  |
|     | 06  | 1992 | Efectivo | Entrega Pedro A. (05)                                         | Pedro Arriola         |                  | 12620           | 181815           |
|     | 06  | 1992 | Efectivo | Pago parte dictamen Cobo                                      | Manuel Cobo del Rosal | 12000            |                 | 185398           |
|     | 03  | 1992 | Efectivo | Entrega A. Cámara para Laureano                               |                       | 60.000 ptas.     |                 | 60.000 ptas.     |
|     | 03  | 1992 | Efectivo | Entrega Pedro A. (02)                                         | Pedro Arriola         |                  | 13700           | 101035           |
|     | 05  | 1992 | Efectivo | Entrega a Jaime I. (Calixto)                                  |                       | 3.000.000 ptas.  |                 |                  |
|     | 05  | 1992 | Efectivo | Entrega A. Cámara para Laureano                               |                       |                  | 19.470 ptas.    |                  |
|     | 05  | 1992 | Efectivo | Entrega Pedro A. (04)                                         | Pedro Arriola         |                  | 3005            |                  |
|     | 05  | 1992 | Efectivo | Entrega Pedro A. (regulariz. Desde 1os año)                   | Pedro Arriola         |                  | 9900            |                  |
|     | 05  | 1992 | Efectivo | Notaría Liq. [ilegible] de F.                                 |                       |                  | 6300            |                  |
|     | 05  | 1992 | Efectivo | Piñeiro                                                       | Ángel Piñeiro         |                  | 6300            | 187898           |
|     | 11  | 1992 | Efectivo | Entrega a J. I. del B. (sept/oct.)                            |                       |                  | 2.100.000 ptas. | 15.402.700 ptas. |
|     | 11  | 1992 | Efectivo | Ingreso Retención [ilegible] y V. Sol. (292.000+928.000)      |                       |                  | 7500            | 402020           |
|     | 10  | 1992 | Efectivo | Entrega a Juan C. Aparicio (indic. Paco)                      |                       | 1.000.000 ptas.  |                 | 24.508.700 ptas. |
|     | 10  | 1992 | Efectivo | Entrega a Pedro A. (10)                                       | Pedro Arriola         |                  | 3.300.000 ptas. | 24.717.700 ptas. |
|     | 10  | 1992 | Efectivo | Entrega a Pedro A. (09)                                       | Pedro Arriola         |                  | 2.280.000 ptas. | 14.537.700 ptas. |
|     | 10  | 1992 | Efectivo | Gto. Notar. Liquid. 2 Sdads                                   |                       |                  | 6000            |                  |
|     | 10  | 1992 | Efectivo | Piñeiro                                                       | Ángel Piñeiro         |                  | 12600           |                  |
|     | 09  | 1992 | Efectivo | Entrega a J. Carlos Aparicio (indicac. Paco)                  |                       | 3.000.000 ptas.  |                 | 23.583.700 ptas. |
|     | 09  | 1992 | Efectivo | Entrega a Jaime I. del B. (06/07/08)                          |                       | 1.000.000 ptas.  |                 |                  |
|     | 09  | 1992 | Efectivo | Entrega a Pedro A. (""operac. adicional"" sept/oct)           | Pedro Arriola         | 1.000.000 ptas.  |                 | 34.408.700 ptas. |
|     | 09  | 1992 | Efectivo | Entrega a Pedro A. (08)                                       | Pedro Arriola         |                  | 1.361.000 ptas. | 33.047.700 ptas. |
|     | 09  | 1992 | Efectivo | Piñeiro                                                       | Ángel Piñeiro         | 200000           |                 | 398898           |
|     | 01  | 1993 | Efectivo | Devolución Liquid Notarios                                    |                       |                  | 1.650.000 ptas. |                  |
|     | 01  | 1993 | Efectivo | Entrega a Pedro A. (12)                                       | Pedro Arriola         |                  | 450.000 ptas.   |                  |
|     | 01  | 1993 | Efectivo | Entrega a Pedro A. (por trab. adic. de carácter. extraord.)   | Pedro Arriola         |                  | 4.600.000 ptas. | 16.817.700 ptas. |
|     | 01  | 1993 | Efectivo | Entrega a Rosen por indic. Paco (FINIQUITO)                   |                       |                  | 3.000.000 ptas. |                  |
|     | 01  | 1993 | Efectivo | Entrega a Rosen por indic. Paco (liquid. Ptes)                |                       |                  | 1.000.000 ptas. |                  |
| 24  | 04  | 1997 |          | Galicia (O.C.)                                                |                       | 100000           |                 | 270920           |
| 16  | 12  | 1997 |          | Galicia (O.C.)                                                |                       |                  | 120000          | 150920           |
| 22  | 12  | 1997 |          | M.R. (Jul. Dic. 97)                                           |                       | 121000           |                 | 154300           |
| 31  | 12  | 1997 |          | Acta Are (07-Dic.97)                                          |                       |                  | 1,324 (¿?)      |                  |
| 31  | 12  | 1997 |          | Acta Are (07-Dic.97)                                          |                       |                  | 0,6 (¿?)        |                  |
| 8   | 01  | 1997 |          | Galicia                                                       |                       | 60000            |                 |                  |
| 9   | 01  | 1997 |          | Are (05/Dic.)                                                 |                       |                  | 2.400.000 ptas. | 9.532.200 ptas.  |
| 24  | 01  | 1997 |          | Sant. L.                                                      |                       | 10000            |                 | 424078           |
| 29  | 01  | 1997 |          | R. (05/Dic.)                                                  |                       | 36000            |                 |                  |
| 24  | 02  | 1997 |          | M.R. (05/Dic)                                                 |                       |                  | 111840          | 42460            |
| 24  | 02  | 1997 |          | P.A. (05/Dic.)                                                |                       |                  | 6300            |                  |
| 28  | 02  | 1997 |          | Galicia                                                       |                       |                  | 1100            |                  |
| 8   | 07  | 1997 |          | Are (01/06 97)                                                |                       | 3.000.000 ptas.  |                 | 11.932.200 ptas. |
| 8   | 07  | 1997 |          | López H.                                                      |                       |                  | 30000           | 170000           |
| 9   | 07  | 1997 |          | P.A. (01/06 97)                                               |                       |                  | 3000            | 6498             |
| 15  | 07  | 1997 |          | M. R. (01 / 06 97)                                            |                       |                  | 60000           | 449700           |
| 21  | 07  | 1997 |          | J.M. (01 / 06 97)                                             |                       |                  | 12000           | 506900           |
| 4   | 03  | 1997 |          | J.M. (05/Dic.)                                                |                       |                  | 6850            |                  |
| 5   | 05  | 1997 |          | R. (01 / 06 97)                                               |                       |                  | 30000           | 443698           |
| 18  | 11  | 1997 |          | R. (07 / Dic. 97)                                             |                       |                  | 195000          | 248698           |
| 24  | 11  | 1997 |          | P.A. (07 / Dic. 97)                                           |                       | 12000            |                 | 18498            |
| 23  | 10  | 1997 |          | M.A.R.                                                        |                       |                  | 24000           |                  |
|     | 04  | 1998 |          | General des                                                   |                       | 60000            |                 | 212820           |
|     | 12  | 1998 |          | A. G.ª Pozu                                                   |                       |                  | 0,4 (¿?)        |                  |
|     | 12  | 1998 |          | Jaime (resto de Jul. A Dic.)                                  |                       |                  | 6000            |                  |
|     | 12  | 1998 |          | M. Raj. (07 a Dic. )                                          |                       |                  | 121000          | 328700           |
|     | 12  | 1998 |          | R. Rat. (07 a Dic.)                                           |                       |                  | 30000           |                  |
| 4   | 02  | 1998 |          | Galicia (O.C.)                                                |                       |                  | 4100            | 146820           |
|     | 06  | 1998 |          | Acta Jaime (01 - 06 98)                                       |                       |                  | 1 (¿?)          |                  |
|     | 06  | 1998 |          | Acta M. Raj. (01 - 06 98)                                     |                       |                  | 2,934 (¿?)      |                  |
|     | 06  | 1998 |          | Acta Paco A.C. (01 - 06 98)                                   |                       |                  | 1,324 (¿?)      |                  |
|     | 06  | 1998 |          | Acta R. Rat. (01 - 06 98)                                     |                       |                  | 2 (¿?)          |                  |
|     | 05  | 1998 |          | Acta Arenas (01 - 06 98)                                      |                       |                  | 1,22 (¿?)       |                  |
|     | 05  | 1998 |          | Galicia (O.C.)                                                |                       | 6000             |                 | 152820           |
|     | 05  | 1998 |          | Gre. (Rafael P.)                                              |                       |                  | 30000           |                  |
|     | 11  | 1998 |          | De Málaga                                                     |                       | 1.000.000 ptas.  |                 | 10.312.200 ptas. |
|     | 11  | 1998 |          | J.A. (resto de Jul. A Dic.)                                   |                       |                  | 30000           | 451320           |
|     | 11  | 1998 |          | López Hierro                                                  |                       |                  | 100000          | 70000            |
|     | 09  | 1998 |          | Acta J. Ar. de 07 a Dic.                                      |                       |                  | 1,324 (¿?)      |                  |
|     | 04  | 1999 |          | De Málaga                                                     |                       | 2.000.000 ptas.  |                 | 12.312.200 ptas. |
|     | 04  | 1999 |          | Lucio                                                         |                       | 100000           |                 | 170000           |
|     | 04  | 1999 |          | Moreno (A. de la P. )                                         |                       |                  | 6300            |                  |
|     | 01  | 1999 |          | Moreno (A. de la P. )                                         |                       |                  | 6300            | 11085            |
|     | 02  | 1999 |          | J. Ar.(liquidación a 01)                                      |                       |                  | 700             |                  |
|     | 02  | 1999 |          | Moreno (A. de la P. )                                         |                       | 18000            |                 | 29085            |
|     | 07  | 1999 |          | Entrega a Álvaro Lap.(País Vasco) para Abascal                |                       |                  | 160.000 ptas.   | 26.733.700 ptas. |
|     | 06  | 1999 |          | Javier Arenas (pagos varios)                                  |                       |                  | 50000           |                  |
|     | 06  | 1999 |          | Moreno (A. de la P. )                                         |                       |                  | 6300            | 16485            |
|     | 05  | 1999 |          | Acta Paco A.C. (Juli.-Dic. 98)                                |                       |                  | 3 (¿?)          | 3,731 (¿?)       |
|     | 05  | 1999 |          | Jaime M. ( En. - 06 99)                                       |                       |                  | 60000           |                  |
|     | 05  | 1999 |          | M. Rajoy ( En. - 06 99)                                       |                       |                  | 139700          | 189000           |
|     | 05  | 1999 |          | P. Crespo                                                     |                       |                  | 5720            | 9498             |
|     | 05  | 1999 |          | Paco A.C. (En.-06 99)                                         |                       |                  | 80000           | 105898           |
|     | 05  | 1999 |          | R.Rato (En.-06 99)                                            |                       | 250000           |                 | 509698           |
|     | 11  | 1999 |          | M. Rajoy (2.º semestre 99)                                    |                       | 30000            |                 | 69400            |
|     | 10  | 1999 |          | R.Rato (2.º Semestre 99)                                      |                       | 60000            |                 |                  |
|     | 09  | 1999 |          | De Málaga                                                     |                       | 5.000.000 ptas.  |                 | 17.312.200 ptas. |
|     | 04  | 2000 |          | 1º Trimestre Jaime M.                                         |                       |                  | 1,44 (¿?)       |                  |
|     | 04  | 2000 |          | 1º Trimestre Mariano R.                                       |                       |                  | 5 (¿?)          |                  |
|     | 04  | 2000 |          | 1º Trimestre R.Rato                                           |                       | 6 (¿?)           |                 | 12,47 (¿?)       |
|     | 04  | 2000 |          | 1º Trismeste P.A.C.                                           |                       |                  | 6 (¿?)          |                  |
|     | 04  | 2000 |          | Regalos                                                       |                       |                  | 25000           |                  |
|     | 08  | 2000 |          | Acta. FEDERICO *                                              |                       |                  | 1 (¿?)          | 0,731 (¿?)       |
|     | 12  | 2000 |          | Lucio Moreno                                                  |                       | 30000            |                 | 260000           |
|     | 12  | 2000 |          | M. Rajoy 3º y 4º trimestre                                    |                       |                  | 12100           | 57300            |
|     | 12  | 2000 |          | Moreno                                                        |                       | 12000            |                 | 23685            |
|     | 12  | 2000 |          | Paco A.C. 3º y 4º trimeste                                    |                       | 10000            |                 | 115898           |
|     | 12  | 2000 |          | R. Palencia                                                   |                       |                  | 30000           |                  |
|     | 01  | 2000 |          | Alfonso G.ª Pozuelo                                           |                       |                  | 2.400.000 ptas. |                  |
|     | 01  | 2000 |          | Lucio                                                         |                       | 60000            |                 | 230000           |
|     | 01  | 2000 |          | Moreno a A. de la P.                                          |                       |                  | 667             | 15818            |
|     | 02  | 2000 |          | De Málaga                                                     |                       | 3.000.000 ptas.  |                 | 20.312.200 ptas. |
|     | 02  | 2000 |          | R. Palenc.                                                    |                       |                  | 25000           |                  |
|     | 07  | 2000 |          | 2º Trimestre Jaime M.                                         |                       |                  | 1 (¿?)          |                  |
|     | 07  | 2000 |          | 2º Trimestre Mariano R.                                       |                       |                  | 1,25 (¿?)       |                  |
|     | 07  | 2000 |          | 2º Trimestre R. Rato                                          |                       |                  | 0,6 (¿?)        |                  |
|     | 07  | 2000 |          | Alfonso G.ª Pozuelo                                           |                       |                  | 3.300.000 ptas. |                  |
|     | 07  | 2000 |          | Amigo diputado grupo                                          |                       |                  | 2.280.000 ptas. | 2.832.200 ptas.  |
|     | 07  | 2000 |          | Cancelac. Concejal Málaga Unicaja                             |                       |                  | 1.000.000 ptas. | 1.247.800 ptas.  |
|     | 07  | 2000 |          | Cancelación Cto. Concejal Durango                             |                       | 3.000.000 ptas.  |                 | 1.752.200 ptas.  |
|     | 07  | 2000 |          | Cancelación Cto. Concejal Málaga                              |                       | 4.000.000 ptas.  |                 | 5.752.200 ptas.  |
|     | 07  | 2000 |          | Copa Crespo                                                   |                       |                  | 2.100.000 ptas. |                  |
|     | 06  | 2000 |          | Moreno                                                        |                       |                  | 315             | 11685            |
|     | 03  | 2000 |          | Moreno a A. de la P.                                          |                       | 12000            |                 | 27818            |
|     | 05  | 2000 |          | De Málaga                                                     |                       | 4.000.000 ptas.  |                 | 24.312.200 ptas. |
|     | 05  | 2000 |          | Moreno                                                        |                       | 12000            |                 |                  |
|     | 11  | 2000 |          | 3º y 4º Trimestre J. Mayor                                    |                       |                  | 0,6 (¿?)        |                  |
|     | 11  | 2000 |          | 3º y 4º Trimestre R. Rato                                     |                       |                  | 0,6 (¿?)        |                  |
|     | 11  | 2000 |          | De Alfonso G.ª Poz.                                           |                       | 3.000.000 ptas.  |                 | 19.092.200 ptas. |
|     | 11  | 2000 |          | De Málaga                                                     |                       |                  | 1.140.000 ptas. |                  |
|     | 10  | 2000 |          | Coche San Adriá                                               |                       | 3.000.000 ptas.  |                 |                  |
|     | 09  | 2000 |          | 2º Trimestre P.A.C.                                           |                       | 10 (¿?)          |                 |                  |
|     | 09  | 2000 |          | Amigo diputado Grupo (Jose Mª Rubio)                          |                       |                  | 3.300.000 ptas. | 467.800 ptas.    |
|     | 09  | 2000 |          | De Málaga                                                     |                       | 1.000.000 ptas.  |                 | 25.312.200 ptas. |
|     | 04  | 2001 |          | 1º Semestre 2001 Mariano                                      |                       |                  | 0,255 (¿?)      |                  |
|     | 04  | 2001 |          | Federico (resto 2000) *                                       |                       | 60000            |                 |                  |
|     | 04  | 2001 |          | J.M. Rubio                                                    |                       | 120.00 €         |                 |                  |
|     | 04  | 2001 |          | Málaga                                                        |                       |                  | 6300            |                  |
|     | 04  | 2001 |          | Moreno                                                        |                       |                  | 6300            |                  |
|     | 04  | 2001 |          | País Vasco Mª Eug. Rico (Álvaro)                              |                       |                  | 60000           | 50698            |
|     | 12  | 2001 |          | A Jaime Mayor                                                 |                       |                  | 1,324 (¿?)      |                  |
|     | 12  | 2001 |          | A Pio García Escudero (devol. Antic. Atentado)                |                       |                  | 1,324 (¿?)      |                  |
|     | 12  | 2001 |          | Federico                                                      |                       |                  | 5395            |                  |
|     | 12  | 2001 |          | Resto año 2001 Federico Trillo *                              |                       |                  | 220000          | 258698           |
|     | 01  | 2001 |          | Celicio Sanch. (Aguas)                                        |                       | 4.000.000 ptas.  |                 |                  |
|     | 01  | 2001 |          | Federico *                                                    |                       | 100000           |                 | 160000           |
|     | 01  | 2001 |          | J.M. Rubio                                                    |                       | 24000            |                 |                  |
|     | 02  | 2001 |          | J.M. Rubio                                                    |                       |                  | 9900            |                  |
|     | 07  | 2001 |          | 1º Semestre Paco Álv-Cascos                                   |                       | 15 (¿?)          |                 | 16,97 (¿?)       |
|     | 07  | 2001 |          | Concejal Viuda Francisco Cano (Barcelona)                     |                       |                  | 2.100.000 ptas. |                  |
|     | 07  | 2001 |          | Federico correspondiente a 2001 *                             |                       |                  | 13700           |                  |
|     | 07  | 2001 |          | Jaime Ignacio                                                 |                       |                  | 6000            |                  |
|     | 06  | 2001 |          | 1º Semestre 2001 Jaime                                        |                       |                  | 0,255 (¿?)      |                  |
|     | 06  | 2001 |          | Málaga                                                        |                       |                  | 6300            | 29860            |
|     | 03  | 2001 |          | Especial Jaime                                                |                       |                  | 100000          | 15895            |
|     | 05  | 2001 |          | 1º Semestre 2001 Rodrigo                                      |                       |                  | 0,255 (¿?)      |                  |
|     | 11  | 2001 |          | 2º Semestre 2001 Paco A.Cascos                                |                       | 7 (¿?)           |                 |                  |
|     | 11  | 2001 |          | Liquidación Linaza (León)                                     |                       |                  | 77500           | 200000           |
|     | 09  | 2001 |          | 2º Semestre 2001 Rodrigo R.                                   |                       |                  | 0,5 (¿?)        |                  |
|     | 09  | 2001 |          | 2º Semestre 2001Mariano                                       |                       | 6 (¿?)           |                 | 16,472 (¿?)      |
|     | 09  | 2001 |          | Deuda Tenerife telemarketing                                  |                       |                  | 1.050.000 ptas. |                  |
|     | 12  | 2002 |          | A c/c donativos B. Vitor.                                     |                       |                  | 1,324 (¿?)      | 1,705 (¿?)       |
|     | 12  | 2002 |          | A Euroconsumo                                                 |                       |                  | 30 (¿?)         |                  |
|     | 12  | 2002 |          | A Jaime Mayor                                                 |                       |                  | 0,65 (¿?)       |                  |
|     | 12  | 2002 |          | A Javier Arenas                                               |                       |                  | 0,9 (¿?)        |                  |
|     | 12  | 2002 |          | De J. M. F. Rubio                                             |                       |                  | 2.280.000 ptas. |                  |
|     | 07  | 2002 |          | Jose Luis                                                     |                       | 3000             |                 | 531950           |
|     | 07  | 2002 |          | Pedro Arriola                                                 | Pedro Arriola         | 90000            |                 | 110698           |
|     | 11  | 2002 |          | Pedro Arriola                                                 | Pedro Arriola         |                  | 60000           | 50698            |
| 2   | 04  | 2003 |          | A Matas para piso                                             |                       | 7 (¿?)           |                 | 13,831 (¿?)      |
| 2   | 04  | 2003 |          | M. Contreras                                                  |                       |                  | 6300            |                  |
| 24  | 04  | 2003 |          | Aldesa                                                        |                       | 1.992.200 ptas.  |                 |                  |
| 29  | 04  | 2003 |          | Teofila Martínez                                              |                       | 75000            |                 | 499078           |
| 30  | 04  | 2003 |          | Jerez (el Lili)                                               |                       | 50000            |                 | 453950           |
| 2   | 12  | 2003 |          | Entrega a Javier Rojas                                        |                       |                  | 3.300.000 ptas. | 23.508.700 ptas. |
| 4   | 12  | 2003 |          | Alfonso G.ª Pozuelo                                           |                       |                  | 2.100.000 ptas. |                  |
| 10  | 12  | 2003 |          | Rubio                                                         |                       |                  | 12600           | 396078           |
| 12  | 12  | 2003 |          | Camilo                                                        |                       |                  | 3.300.000 ptas. | 3.952.200 ptas.  |
| 17  | 12  | 2003 |          | Jaime Mayor                                                   |                       | 100000           |                 |                  |
| 16  | 01  | 2003 |          | M. Contreras                                                  |                       | 100000           |                 |                  |
| 4   | 02  | 2003 |          | J.L.Sánchez                                                   |                       |                  | 198000          | 344900           |
| 6   | 02  | 2003 |          | Camilo (Sisovia)                                              |                       |                  | 2.100.000 ptas. | 1.852.200 ptas.  |
| 6   | 02  | 2003 |          | Rubio                                                         |                       | 30000            |                 |                  |
| 24  | 02  | 2003 |          | 1º Semestre Mariano                                           |                       |                  | 2 (¿?)          |                  |
| 27  | 02  | 2003 |          | 1º Semestre Paco                                              |                       |                  | 6 (¿?)          | 1,97 (¿?)        |
|     | 02  | 2003 |          | 1º Semestre Javier (3300/mes)                                 |                       |                  | 2 (¿?)          |                  |
|     | 02  | 2003 |          | 1º Semestre Rodrigo R.                                        |                       |                  | 2 (¿?)          |                  |
| 1   | 07  | 2003 |          | Federico año 2003 completo                                    |                       |                  | 19800           |                  |
| 2   | 07  | 2003 |          | Rubio                                                         |                       |                  | 6000            |                  |
| 8   | 07  | 2003 |          | Pio G.ª (15ºpaga)                                             |                       |                  | 12600           | 373698           |
| 16  | 07  | 2003 |          | 2º Semestre Javier                                            |                       |                  | 0,02 (¿?)       |                  |
| 16  | 07  | 2003 |          | 2º Semestre Mariano                                           |                       |                  | 0,25 (¿?)       |                  |
| 16  | 07  | 2003 |          | 2º Semestre Rodrigo                                           |                       |                  | 0,6 (¿?)        |                  |
| 16  | 07  | 2003 |          | Paco Álvarez (2º Semestre)                                    |                       | 60000            |                 | 175898           |
| 29  | 07  | 2003 |          | Jaime Mayor                                                   |                       |                  | 1000            | 373950           |
| 2   | 06  | 2003 |          | Lérida (J.I. Llorens)                                         |                       |                  | 100000          | 698000           |
| 16  | 06  | 2003 |          | J.L. Sánchez                                                  |                       | 100000           |                 | 551320           |
| 17  | 06  | 2003 |          | Liquidación Arriola                                           | Pedro Arriola         |                  | 9900            | 277500           |
| 25  | 06  | 2003 |          | M. Contreras                                                  |                       |                  | 6300            | 229700           |
| 3   | 03  | 2003 |          | Ángel Salado                                                  |                       | 3.000.000 ptas.  |                 | 1.032.200 ptas.  |
| 4   | 03  | 2003 |          | Donativo a Euroconsumo                                        |                       | 1.000.000 ptas.  |                 |                  |
| 11  | 03  | 2003 |          | Copisa / Sorigué                                              |                       |                  | 3.300.000 ptas. |                  |
| 27  | 03  | 2003 |          | Pedro Arriola                                                 | Pedro Arriola         |                  | 30000           | 20698            |
| 31  | 03  | 2003 |          | [ilegible]                                                    |                       |                  | 0,255 (¿?)      |                  |
| 31  | 03  | 2003 |          | Jose L. Moreno                                                |                       | 75000            |                 | 528950           |
| 5   | 05  | 2003 |          | De Javier (L. del R.)                                         |                       |                  | 2.100.000 ptas. | 9.312.200 ptas.  |
| 6   | 05  | 2003 |          | Copisa / Sorigué                                              |                       |                  | 2.280.000 ptas. |                  |
| 13  | 05  | 2003 |          | Polo/Llorens                                                  |                       | 100000           |                 | 473698           |
| 25  | 05  | 2003 |          | Rubio                                                         |                       | 200000           |                 | 414678           |
| 17  | 11  | 2003 |          | J.L.Sánchez (otros 100 a Javier)                              |                       | 90000            |                 | 518900           |
| 18  | 11  | 2003 |          | Extra 15º Mariano Rajoy                                       |                       | 18000            |                 |                  |
| 3   | 10  | 2003 |          | Manuel Contreras                                              |                       |                  | 12000           | 17860            |
| 6   | 10  | 2003 |          | Ingresado en Banco Vitoria                                    |                       |                  | 161000          | 367420           |
| 22  | 10  | 2003 |          | Guillermo Contreras                                           |                       | 100000           |                 |                  |
| 23  | 10  | 2003 |          | Eug. Nasarre (Humanismo y D.)                                 |                       |                  | 12000           | 3895             |
| 11  | 09  | 2003 |          | J.L. Sánchez                                                  |                       |                  | 8420            | 542920           |
| 15  | 09  | 2003 |          | Reloj Javier Arenas                                           |                       |                  | 258000          |                  |
| 26  | 09  | 2003 |          | Ingresado en Banco Vitoria                                    |                       | 100000           |                 |                  |
| 20  | 04  | 2004 |          | 1º trimestre Cascos                                           |                       |                  | 0,366 (¿?)      |                  |
| 26  | 04  | 2004 |          | 15º de A. de la P.                                            |                       |                  | 0,5 (¿?)        |                  |
| 27  | 04  | 2004 |          | Ingresado en B. Vitoria-Banesto. Donativo                     |                       | 18000            |                 | 431420           |
| 3   | 12  | 2004 |          | Compra Alberto Dorrego Libertad Digital                       |                       | 4.000.000 ptas.  |                 |                  |
| 14  | 12  | 2004 |          | Compra Alberto Dorrego Libertad Digital                       |                       | 21.000.000 ptas. |                 |                  |
| 23  | 12  | 2004 |          | Devolución Paco Yáñez                                         |                       |                  | 593.500 ptas.   |                  |
| 7   | 01  | 2004 |          | Ingresos en B. Vitoria                                        |                       | 100000           |                 | 502020           |
| 8   | 01  | 2004 |          | 1º Trimestre Rodrigo Rato                                     |                       |                  | 2,5 (¿?)        |                  |
| 12  | 01  | 2004 |          | Aldesa                                                        |                       |                  | 2.800.000 ptas. |                  |
| 14  | 01  | 2004 |          | 1º Trimestre J. Arenas                                        |                       |                  | 0,52 (¿?)       |                  |
| 22  | 01  | 2004 |          | M. Contreras                                                  |                       | 120000           |                 |                  |
|     | 01  | 2004 |          | Fund. Hum. Y D. (Pin)                                         |                       | 60000            |                 |                  |
| 5   | 02  | 2004 |          | Aldesa                                                        |                       | 3.000.000 ptas.  |                 | 3.792.200 ptas.  |
| 5   | 02  | 2004 |          | Elvira                                                        |                       | 5.000.000 ptas.  |                 | 29.828.700 ptas. |
| 10  | 02  | 2004 |          | 1º Trimestre Mariano                                          |                       |                  | 1,952 (¿?)      | 1,743 (¿?)       |
| 10  | 02  | 2004 |          | Ana Palacios                                                  |                       | 3.000.000 ptas.  |                 |                  |
| 10  | 02  | 2004 |          | Cantabria                                                     |                       |                  | 1.400.000 ptas. |                  |
| 10  | 02  | 2004 |          | Pilar Castillo                                                |                       | 35000            |                 |                  |
| 17  | 02  | 2004 |          | Romero Polo (Lérida)                                          |                       |                  | 3000            | 255698           |
| 19  | 02  | 2004 |          | Mariano cuota dip. Madrid                                     |                       |                  | 6300            | 3660             |
| 24  | 02  | 2004 |          | A Málaga                                                      |                       |                  | 2 (¿?)          |                  |
| 24  | 02  | 2004 |          | A. Sevilla                                                    |                       |                  | 0,65 (¿?)       |                  |
| 24  | 02  | 2004 |          | J.L.Sánchez                                                   |                       | 60000            |                 | 404900           |
| 7   | 07  | 2004 |          | Campaña Europes                                               |                       |                  | 2.100.000 ptas. | 247.800 ptas.    |
| 14  | 07  | 2004 |          | Ángel Acebes 3º Trimestre                                     |                       |                  | 400.000 ptas.   | 32.200 ptas.     |
| 18  | 07  | 2004 |          | Mariano Rajoy                                                 |                       | 48000            |                 | 51660            |
| 28  | 07  | 2004 |          | L[ilegible] Fraga [ilegible]                                  |                       |                  | 100850          | 798000           |
| 4   | 06  | 2004 |          | Cantabria Campaña                                             |                       |                  | 2.280.000 ptas. | 27.800 ptas.     |
| 4   | 06  | 2004 |          | Ingresado en Banesto Donativos                                |                       | 30000            |                 | 481420           |
| 9   | 06  | 2004 |          | Jose Luis Sánchez                                             |                       | 200000           |                 |                  |
| 11  | 06  | 2004 |          | Alfonso G.ª Poz                                               |                       |                  | 2.280.000 ptas. |                  |
| 11  | 06  | 2004 |          | Volpeceres                                                    |                       |                  | 235000          |                  |
| 24  | 06  | 2004 |          | Colaboración Asesoría (Álvaro)                                |                       | 1.000.000 ptas.  |                 |                  |
| 1   | 03  | 2004 |          | Copasa                                                        |                       |                  | 3.300.000 ptas. |                  |
| 1   | 03  | 2004 |          | Ruban (Antonio Vilella)                                       |                       |                  | 11020           |                  |
| 2   | 03  | 2004 |          | Ubaldo Nieto                                                  |                       |                  | 1490            |                  |
| 8   | 03  | 2004 |          | Fdez. Rubio                                                   |                       |                  | 12000           | 5.395 € €        |
| 10  | 03  | 2004 |          | Pilar Castillo                                                |                       | 60000            |                 | 97098            |
| 11  | 03  | 2004 |          | A. Villela                                                    |                       | 5 (¿?)           |                 |                  |
| 11  | 03  | 2004 |          | Juan Cotino (fedesa)                                          |                       |                  | 8200            | 898850           |
| 15  | 03  | 2004 |          | Mercadona                                                     |                       |                  | 210             | 38850            |
| 4   | 05  | 2004 |          | Ingresado en B. Vitoria-Banesto. Donativo                     |                       |                  | 6000            | 428420           |
| 6   | 05  | 2004 |          | Pago a J. Rojo (Campaña)                                      |                       | 60000            |                 | 235898           |
| 14  | 05  | 2004 |          | Ángel Acebes 2º Trimestre (1º pago)                           |                       |                  | 2.100.000 ptas. | 432.200 ptas.    |
| 14  | 05  | 2004 |          | Ingresado en Banesto Donativos                                |                       | 120000           |                 |                  |
| 14  | 05  | 2004 |          | Javier Arenas 2º Trimestre                                    |                       |                  | 20000           | 403950           |
| 14  | 05  | 2004 |          | Mariano Rajoy 2º Trimestre                                    |                       |                  | 6300            | 45360            |
| 25  | 05  | 2004 |          | Ingresado en Banesto Donativos                                |                       |                  | 36000           |                  |
| 26  | 11  | 2004 |          | Entrega Pozuelo (Hispánica)                                   |                       |                  | 8400            | 115895           |
| 19  | 10  | 2004 |          | Villar Mir                                                    |                       |                  | 7500            |                  |
| 20  | 10  | 2004 |          | A c/c donativos                                               |                       |                  | 0,65 (¿?)       |                  |
| 20  | 10  | 2004 |          | Entrega a Paco Yáñez para [ilegible] 1.100 títulos            |                       |                  | 2.100.000 ptas. | 33.408.700 ptas. |
| 29  | 10  | 2004 |          | Entrega a Álvaro Lapuerta 1.270 títulos                       |                       | 2.000.000 ptas.  |                 |                  |
| 14  | 09  | 2004 |          | Jose Luis Sánchez                                             |                       | 50000            |                 |                  |
| 21  | 09  | 2004 |          | Ángel Acebes 4º trimestre                                     |                       |                  | 2.000.000 ptas. |                  |
| 21  | 09  | 2004 |          | Mariano Rajoy 4º trimestre                                    |                       |                  | 6300            | 39060            |
| 22  | 09  | 2004 |          | Luis de Rivero                                                |                       |                  | 2100            |                  |
| 22  | 09  | 2004 |          | Manuel Contreras                                              |                       |                  | 950             |                  |
| 12  | 01  | 2005 |          | Ingresados en c/c Donativos                                   |                       |                  | 13700           |                  |
| 12  | 01  | 2005 |          | Ingreso en c/c donativos                                      |                       |                  | 12600           | 409520           |
| 24  | 01  | 2005 |          | 1º Trimestre Ángel Acebes                                     |                       | 9 (¿?)           |                 |                  |
| 24  | 01  | 2005 |          | 1º Trimestre Mariano Rajoy                                    |                       |                  | 2,5 (¿?)        |                  |
| 26  | 01  | 2005 |          | Entrega Federico Trillo                                       |                       | 50.000 ptas.     |                 |                  |
| 26  | 07  | 2005 |          | 3º Trimestre 2005 Ángel A.                                    |                       |                  | 1,2 (¿?)        |                  |
| 26  | 07  | 2005 |          | 3º Trimestre 2005 Mariano                                     |                       |                  | 1,25 (¿?)       |                  |
| 17  | 06  | 2005 |          | Liq. Paco Yáñez                                               |                       |                  | 6300            |                  |
| 31  | 03  | 2005 |          | Entrega gastos Paco Yáñez L. Digital                          |                       |                  | 15.000 ptas.    |                  |
| 4   | 05  | 2005 |          | Entrega gastos Rosa Iglesias L. Digital                       |                       | 30.000 ptas.     |                 |                  |
| 18  | 05  | 2005 |          | 2º Trimestre 2005 Ángel A.                                    |                       |                  | 2,5 (¿?)        |                  |
| 18  | 05  | 2005 |          | 2º Trimestre 2005 Mariano                                     |                       |                  | 1 (¿?)          |                  |
| 20  | 05  | 2005 |          | Manuel Contreras                                              |                       |                  | 650             |                  |
| 24  | 11  | 2005 |          | Ingresado en Banesto Donativos                                |                       |                  | 6000            |                  |
| 10  | 10  | 2005 |          | 4º Trimestre 2005 Ángel                                       |                       |                  | 3 (¿?)          |                  |
| 10  | 10  | 2005 |          | 4º Trimestre 2005 Mariano                                     |                       |                  | 0,5 (¿?)        |                  |
|     | 04  | 2006 |          | 2º Trimestre Ángel                                            |                       |                  | 0,175 (¿?)      |                  |
|     | 04  | 2006 |          | 2º Trimestre Mariano                                          |                       |                  | 0,6 (¿?)        |                  |
|     | 04  | 2006 |          | Alfonso G.ª Pozuelo                                           |                       |                  | 2.100.000 ptas. |                  |
| 13  | 12  | 2006 |          | Adolfo Sánchez                                                |                       | 10.000.000 ptas. |                 |                  |
| 19  | 12  | 2006 |          | J.L.Sánchez                                                   |                       | 24000            |                 | 428900           |
| 21  | 12  | 2006 |          | Emilia Álvarez                                                |                       |                  | 1.050.000 ptas. |                  |
| 21  | 12  | 2006 |          | Traje Mariano                                                 |                       |                  | 7500            |                  |
|     | 01  | 2006 |          | Ant. Pinol                                                    |                       |                  | 2.100.000 ptas. |                  |
|     | 01  | 2006 |          | Pilar (Empresa Estudios) Pulido                               |                       |                  | 6300            | 2098             |
|     | 01  | 2006 |          | Vta. Aces P.Y. a Álvaro Cruz gastos                           |                       |                  | 200000          | 49188            |
| 1   | 02  | 2006 |          | 1º Trimestre Ángel                                            |                       |                  | 7,5 (¿?)        |                  |
| 1   | 02  | 2006 |          | 1º Trimestre Mariano                                          |                       |                  | 0,12 (¿?)       |                  |
| 14  | 07  | 2006 |          | Trajes y camisas                                              |                       |                  | 6000            |                  |
| 26  | 07  | 2006 |          | Federico Trillo                                               |                       | 18000            |                 |                  |
|     | 07  | 2006 |          | 3º Trimestre Ángel                                            |                       |                  | 0,2 (¿?)        |                  |
|     | 07  | 2006 |          | 3º Trimestre Mariano                                          |                       |                  | 1,324 (¿?)      |                  |
|     | 06  | 2006 |          | Adolfo Sánchez                                                |                       | 5.000.000 ptas.  |                 |                  |
|     | 06  | 2006 |          | Corbatas Presidente                                           |                       |                  | 2.000.000 ptas. |                  |
| 6   | 11  | 2006 |          | Luis Rivero                                                   |                       |                  | 6300            |                  |
| 15  | 11  | 2006 |          | Emilia Álvarez                                                |                       | 2.200.000 ptas.  |                 | 31.828.700 ptas. |
| 15  | 11  | 2006 |          | M. Contreras                                                  |                       | 60000            |                 | 409700           |
| 23  | 11  | 2006 |          | Arquitecto Gonzalo Urquijo                                    |                       |                  | 2.280.000 ptas. | 7.252.200 ptas.  |
| 2   | 10  | 2006 |          | 4º Trimestre Ángel                                            |                       |                  | 0,65 (¿?)       |                  |
| 2   | 10  | 2006 |          | 4º Trimestre Mariano                                          |                       | 5 (¿?)           |                 |                  |
| 25  | 10  | 2006 |          | J.M. Villar Mir                                               |                       |                  | 40000           |                  |
| 26  | 10  | 2006 |          | Ingresado B. Banesto                                          |                       | 100000           |                 |                  |
| 31  | 10  | 2006 |          | Adolfo Sánchez                                                |                       |                  | 3.200.000 ptas. | 1.800.000 ptas.  |
| 14  | 09  | 2006 |          | Antonio Pinal / Emilio                                        |                       | 5.000.000 ptas.  |                 | 3.932.200 ptas.  |
| 11  | 04  | 2007 |          | Entrega a Álvaro Lap. Para Alberto Fdez                       |                       |                  | 1.140.000 ptas. | 26.573.700 ptas. |
| 25  | 04  | 2007 |          | 2º Trimestre Ángel                                            |                       |                  | 1,25 (¿?)       |                  |
| 25  | 04  | 2007 |          | 2º Trimestre Mariano                                          |                       |                  | 1,6 (¿?)        |                  |
| 25  | 04  | 2007 |          | Entrega a Cristóbal Mdez                                      |                       |                  | 2.000.000 ptas. | 21.233.700 ptas. |
| 14  | 12  | 2007 |          | Luis Del R.                                                   |                       |                  | 100000          |                  |
| 9   | 01  | 2007 |          | 1º Trimestre Ángel                                            |                       | 5,24 (¿?)        |                 |                  |
| 9   | 01  | 2007 |          | 1º Trimestre Mariano                                          |                       |                  | 3,34 (¿?)       |                  |
| 9   | 01  | 2007 |          | Ingresar en Donativos                                         |                       |                  | 19800           |                  |
| 10  | 01  | 2007 |          | Ingresar en Donativos                                         |                       |                  | 19800           |                  |
| 9   | 07  | 2007 |          | 3º Trimestre Ángel Ac.                                        |                       |                  | 0,298 (¿?)      |                  |
| 9   | 07  | 2007 |          | 3º Trimestre Mariano                                          |                       |                  | 0,31 (¿?)       |                  |
| 20  | 07  | 2007 |          | Adolfo Sánchez                                                |                       |                  | 3.000.000 ptas. |                  |
|     | 06  | 2007 |          | Entrega a Adolfo Sánchez                                      |                       |                  | 2.015.000 ptas. |                  |
|     | 06  | 2007 |          | Entrega a J. Arenas                                           |                       | 1.000.000 ptas.  |                 |                  |
| 7   | 03  | 2007 |          | de J.L. para Andalucía                                        |                       |                  | 2.100.000 ptas. |                  |
| 21  | 03  | 2007 |          | Ignacio Ugarteche (C. Sanz)                                   |                       | 30000            |                 |                  |
| 26  | 03  | 2007 |          | Entrega a Cantabria                                           |                       |                  | 5.500.000 ptas. |                  |
| 20  | 05  | 2007 |          | Sánchez Jose Luis                                             |                       | 18000            |                 |                  |
| 22  | 05  | 2007 |          | Rafa Palencia                                                 |                       |                  | 6000            | 503698           |
| 24  | 05  | 2007 |          | Manuel Contreras                                              |                       |                  | 6300            |                  |
| 7   | 11  | 2007 |          | Adolfo Sánchez                                                |                       |                  | 2.800.000 ptas. |                  |
|     | 10  | 2007 |          | 4º Trimestre Ángel                                            |                       |                  | 1,324 (¿?)      |                  |
|     | 10  | 2007 |          | 4º Trimestre Mariano                                          |                       |                  | 1,031 (¿?)      |                  |
|     | 09  | 2007 |          | Adolfo Sánchez                                                |                       |                  | 4.400.000 ptas. |                  |
| 18  | 04  | 2008 |          | Trajes M.R.                                                   |                       |                  | 2400            |                  |
|     | 12  | 2008 |          | G.U.                                                          |                       |                  | 19860           |                  |
| 26  | 01  | 2008 |          | A Cantabria                                                   |                       | 40 (¿?)          |                 |                  |
| 28  | 01  | 2008 |          | Gonz. Urquijo                                                 |                       |                  | 8400            |                  |
| 28  | 01  | 2008 |          | Ramón Arige                                                   |                       | 50.00 €          |                 |                  |
| 31  | 01  | 2008 |          | Cantabria                                                     |                       |                  | 2.100.000 ptas. |                  |
| 31  | 01  | 2008 |          | Lérida (J.L. Meres)                                           |                       |                  | 280000          | 418000           |
| 31  | 01  | 2008 |          | País Vasco (Ignacio [ilegible])                               |                       |                  | 6300            |                  |
|     | 01  | 2008 |          | 1º Semestre Ángel                                             |                       |                  | 2 (¿?)          | 1,97 (¿?)        |
|     | 01  | 2008 |          | 1º Semestre Mariano                                           |                       |                  | 5 (¿?)          |                  |
|     | 01  | 2008 |          | J. Luis Sánchez                                               |                       |                  | 50000           | 451320           |
| 7   | 02  | 2008 |          | M. Contreras                                                  |                       | 100000           |                 | 509700           |
| 11  | 02  | 2008 |          | J.M. Villar Mir                                               |                       |                  | 6000            |                  |
| 14  | 02  | 2008 |          | [Ilegible] Fraga                                              |                       |                  | 0,255 (¿?)      |                  |
| 20  | 02  | 2008 |          | Pilar Pulido                                                  |                       | 100000           |                 | 197098           |
| 22  | 02  | 2008 |          | Luis Gálvez                                                   |                       |                  | 6300            |                  |
| 27  | 02  | 2008 |          | Mercadona                                                     |                       |                  | 6300            |                  |
| 3   | 07  | 2008 |          | Jose Mayor                                                    |                       | 90000            |                 | 916950           |
| 7   | 07  | 2008 |          | D. Cospedal 3º trimestre 2500 x 3                             |                       | 1.000.000 ptas.  |                 | 18.092.200 ptas. |
| 15  | 07  | 2008 |          | Regul. M. Raj 2º Semestre 400 x 6                             |                       |                  | 18000           |                  |
| 22  | 07  | 2008 |          | Entrega a J. I. de Ramón [ilegible]                           |                       |                  | 2.280.000 ptas. |                  |
| 22  | 07  | 2008 |          | Regalo Álvaro Lap.                                            |                       |                  | 50000           |                  |
| 2   | 06  | 2008 |          | Entrega a Cristóbal Paez                                      |                       |                  | 1.650.000 ptas. | 19.583.700 ptas. |
| 3   | 06  | 2008 |          | 2º Semestre M. Rajoy                                          |                       |                  | 2,5 (¿?)        | 10,452 (¿?)      |
| 25  | 06  | 2008 |          | Ramón Arige                                                   |                       | 150000           |                 | 739698           |
| 30  | 06  | 2008 |          | Adolfo S.                                                     |                       | 0,035 (¿?)       |                 | 0,766 (¿?)       |
| 3   | 03  | 2008 |          | De J.L.Sánchez a Sevilla                                      |                       |                  | 3.300.000 ptas. |                  |
| 5   | 03  | 2008 |          | País Vasco (Ignacio Aguirre)                                  |                       |                  | 6300            | 110698           |
| 10  | 03  | 2008 |          | Jose Mayor (FCC)                                              |                       |                  | 9900            |                  |
| 13  | 03  | 2008 |          | De Ramón Arige a Sevilla                                      |                       |                  | 1.105.000 ptas. |                  |
| 13  | 03  | 2008 |          | Gonzalo (Arquitecto)                                          |                       | 18000            |                 |                  |
| 13  | 03  | 2008 |          | J. Rojo / Valls                                               |                       | 30000            |                 |                  |
| 31  | 03  | 2008 |          | Alv. Lapuerta a cambio de talón ingresado hoy                 |                       |                  | 1.500.000 ptas. |                  |
|     | 03  | 2008 |          | M.R. entrega Asesor                                           |                       |                  | 111840          | 42460            |
| 6   | 05  | 2008 |          | Rafael Palencia                                               |                       | 36000            |                 |                  |
| 26  | 05  | 2008 |          | Entrega de La Rioja                                           |                       |                  | 13.700 ptas.    |                  |
| 14  | 10  | 2008 |          | D. Cospedal 4º Trimestre                                      |                       |                  | 2.000.000 ptas. | 16.092.200 ptas. |
|     | 10  | 2008 |          | G.U.                                                          |                       |                  | 12620           |                  |
|     | 07  |      |          | 1º Semestre Federico                                          |                       | 5 (¿?)           |                 | 16,97 (¿?)       |
|     | 07  |      |          | J. M. Fdez Rubio                                              |                       |                  | 120000          | 451320           |
|     | 07  |      |          | Jaime Mayor                                                   |                       | 24000            |                 | 374950           |
|     | 07  |      |          | Liquidac. Javier                                              |                       |                  | 6300            |                  |
|     | 07  |      |          | Mes de 07 Javier                                              |                       |                  | 26090           |                  |
|     | 10  |      |          | 2º Semestre Cascos                                            |                       |                  | 2,5 (¿?)        |                  |
|     | 10  |      |          | 2º Semestre                                                   |                       |                  | 1 (¿?)          |                  |
|     | 10  |      |          | Extra 15º Javier                                              |                       |                  | 4500            |                  |
|     | 10  |      |          | Oct. Nov. Dic Javier                                          |                       |                  | 6300            | 15218            |
|     | 09  |      |          | 2º Semestre Mariano                                           |                       | 6,5 (¿?)         |                 |                  |
|     | 09  |      |          | 2º Semestre Rodrigo                                           |                       |                  | 2,5 (¿?)        |                  |
|     | 09  |      |          | Jose Luis                                                     |                       | 48000            |                 |                  |
|     | 09  |      |          | Mes de 08 y Sept. Javier                                      |                       |                  | 6300            | 26250            |

### Polémica sobre la abogacía del estado
Dos acusaciones populares del caso por el que se investiga la supuesta Caja B del Partido Popular, criticaron que el letrado responsable de decidir si el Estado se persona en este caso sea un funcionario “nombrado a dedo” por Marta Silva Lapuerta, sobrina del extesorero imputado Álvaro Lapuerta. La acusación del Observatori Desc sostiene que está "cuestionada su independencia" y las "razones por las que todavía no está personada" en la causa, a pesar del "indudable interés" del Estado en el proceso.

## En la cultura popular
En septiembre de 2015 se estrena en España B, la película, un largometraje inspirado en la comparecencia de Luis Bárcenas del 15 de julio de 2013 ante el juez Pablo Ruz. El guion, una transcripción literal (aunque acortada) de su declaración, relata el momento en que, por primera vez ante el juez, Bárcenas admite ser el autor de "los papeles" que se le atribuyen.